# الاتحاد للديمقراطية والتنمية (مالي)
الاتحاد للديمقراطية والتنمية (بالفرنسية: Union pour la démocratie et le développement) هو حزب سياسي في مالي بقيادة حسن باري. في 1 يوليو و22 يوليو 2007 في الانتخابات البرلمانية في مالي، فاز الحزب بثلاثة مقاعد من أصل 160. ينتمي الحزب إلى التحالف للديمقراطية والتقدم الذي دعم الرئيس أحمد توماني توري.
يُنظر إلى الحزب على أنه يعارض الرئيس الحالي إبراهيم أبوبكر كيتا، ولا سيما طريقة تعامله مع حرب مالي.